# Социальная система
Социа́льная систе́ма — это совокупность социальных явлений и процессов, которые находятся в отношениях и связи между собой и образуют некоторый социальный объект.
Этот объект выступает как единство взаимосвязанных частей (элементов, компонентов, подсистем), взаимодействие которых между собой и с окружающей средой обуславливают его существование, функционирование и развитие как целого. Любая система предполагает наличие внутренней упорядоченности и установление границ, отделяющих её от других объектов.

Структура — обеспечивает внутренний порядок соединения элементов системы.

Окружающая среда — устанавливает внешние границы системы.
Социальная система — целостное единство, основным элементом которой являются люди, их взаимодействия, отношения и связи. Эти связи, взаимодействия и отношения носят устойчивый характер и воспроизводятся в историческом процессе на основе совместной деятельности людей, переходя из поколения в поколение.

## История
Пониманию общества как системы предшествовало его понимание как социального порядка — поддержания и регулирование жизни определенным набором правил, изначально существующих или установленных между людьми. Основания этого порядка искались либо в естественном праве, присущем самой природе вещей, либо в его сверхъестественном (божественном) установлении. Люди в той или иной степени осознают наличие этого порядка, поддерживают его при помощи обычая, традиции, ритуала (морально) или закрепляют его юридически. Но в любом случае оправдание обществом этого порядка, его справедливости основывалось на процедуре признания его правомочности (легитимности). Поведение людей становилось таким образом понятным (доступным для понимания, предсказуемым) и управляемым.
С развитием системного подхода в науке понятие «социальная система» было формализовано. Алексис был очевидно первым, кто использовал термин «социальная структура».
Один из самых ранних и наиболее исчерпывающих анализов социальной структуры был проведен Марксом, который показал существование зависимости политической, культурной, и религиозной сторон жизни от способа производства — на этом базируется теория исторического материализма. 
Впоследствии некоторые теоретики, придерживающиеся неомарксистских взглядов, как например Л. Альтюссер, считали, что культурные и политические учреждения относительно автономны и не во всем и всегда зависимы от экономических факторов, а только «в крайней ситуации». Кроме того чисто марксистский взгляд на социальную структуру общества не был единственным. Параллельно это понятие в своих работах развивали такие различные теоретики, как Герберт Спенсер и Макс Вебер, Фердинанд Тённис и Э. Дюркгейм, Г. Зиммель и Толкотт Парсонс, Питер Блау и Энтони Гидденс, Пьер Бурдьё и Ж. Деррида, Маргарет Арчер и И. Валлерстайн, а также Якоб Леви Морено.

## Структура социальной системы
Структура социальной системы — это способ взаимосвязи взаимодействующих в ней подсистем, компонентов и элементов, обеспечивающий её целостность.
Основными элементами (социальными единицами) социальной структуры общества выступают социальные общности, социальные институты, социальные группы и социальные организации.
Социальная система, согласно Т. Парсонсу, должна удовлетворять определенным требованиям, а именно:
- должна быть приспособлена к среде (адаптации);
- у неё должны быть механизмы достижения целей, т.е. механизмы управления (целедостижения); постановкой целей социальная система не занимается (цели совпадают с публичными интересами)
- все её элементы должны быть скоординированы (интеграции);
- ценности в ней должны сохраняться (поддержания образца).

Т. Парсонс считает, что общество является особым типом социальной системы, обладающей высокой специализацией и самодостаточностью. Его функциональное единство обеспечивается социальными подсистемами.

К социальным подсистемам общества, как системы, Т. Парсонс относит следующие: экономики (адаптация), политики (целедостижение), культуры (поддержание образца). Функцию же интеграции общества выполняет система «социетальной общности», которая содержит в себе главным образом структуры нормативов.